# Liste de jeux Windows (0-9)
Cette liste de jeux Windows dont le titre commence par un chiffre recense des jeux vidéo sortis sur le système d'exploitation Windows pour PC.
Pour un souci de cohérence, la liste utilise les noms français des jeux, si ce nom existe.
Cette liste est découpée, il est possible de naviguer entre les pages via le sommaire.
- 0 A.D.
- 007 Legends
- 007: Nightfire
- 007: Quantum of Solace
- 1 contre 100
- 1... 2... 3... KICK IT! (Drop That Beat Like an Ugly Baby)
- 10 Second Ninja X
- 10Six
- 15 Days
- 100ft Robot Golf
- 101 Dalmatiens, Les : Escape from DeVil Manor
- 101, Airborne : Juin 44 - La 101e en Normandie
- 102 Dalmatiens à la rescousse ! (Les)
- 102 Dalmatiens, Les : Les Chiots disparus
- 1000 Amps
- 1 001 Pattes
- 1001 Spikes
- 10000000
- 11-11 Memories Retold
- 11eyes : Tsumi to batsu to aganai no shōjo
- 11th Hour, The
- 12 O'Clock High: Bombing the Reich
- 12 Minutes
- 12Riven: The Psi-Climinal of Integral
- 140
- 18 Wheels of Steel: Extreme Trucker
- 18 h 39
- 1849
- 1893: A World's Fair Mystery
- 1914 Shells of Fury
- 1914: The Great War
- 1916: Der Unbekannte Krieg
- 1944 : Campagne des Ardennes
- 1954: Alcatraz
- 1971 Project Helios
- 1979 Revolution: Black Friday
- 2 on 2 Open Ice Challenge
- 2Dark
- 20XX
- 21: Two One
- 24 heures du Mans
- 25 to Life
- 25th Ward, The: The Silver Case
- 2000 to 1: A Space Felony
- 2064: Read Only Memories
- 3-D Ultra Cool Pool
- 3-D Ultra Pinball
- 3-D Ultra Pinball Power
- 3-D Ultra Pinball: Creep Night
- 3-D Ultra Pinball 3 : Le Continent perdu
- 3-D Ultra Pinball : Le Grand Huit
- 3-D Ultra NASCAR Pinball
- 3-D Ultra Radio Control Racers
- 3D Dinosaur Adventure
- 3D Maxx Jongg
- 3D Movie Maker
- 3D Pinball for Windows: Space Cadet
- 3D Ultra Lionel Traintown
- 3D Ultra Minigolf
- 3DiTeams
- 3e Millénaire, Le
- 3×3 Eyes: Kyūsei Kōshu
- 3×3 Eyes: Sanjiyan Henjyo
- 3×3 Eyes: Tenrinō Genmu
- 30 millions d'amis : Mon refuge pour animaux
- 3030 Deathwar
- 4 Elements
- 4Story
- 4x4 Evolution
- 4x4 Evo 2
- 4x4 Hummer
- 4x4 World Trophy
- 428: Shibuya Scramble
- 5
- 5 A Day Adventures
- 60 Seconds
- 688(I) Hunter/Killer
- 6180 the moon
- 7 Billion Humans
- 7 Days to Die
- 7 Mages
- 7 Sins
- 7 Wonders of the Ancient World
- 7 Wonders II
- 7 Wonders: Treasures of Seven
- 7 Wonders: Magical Mystery Tour
- 7 Wonders: Ancient Alien Makeover
- 7th Guest, The
- 7th Legion
- 7554
- 8-Bit Armies
- 8-Bit Hordes
- 8BitMMO
- 8th Wonder of the World
- 80 Days
- 80 Jours
- 868-HACK
- 9 Elefants
- 9 Monkeys of Shaolin
- 9: The Last Resort
- 9:05
- 9Dragons
- 9ème Compagnie
- 99 Levels to Hell
- 99 Spirits
- 911 Fire Rescue
- 911 Operator
- 999: Nine Hours, Nine Persons, Nine Doors

| Sommaire : | Haut - A B C D E F G H I J K L M N O P Q R S T U V W X Y Z 0-9 |